# Campeonato de Escocia de Rugby 1994-95
El Campeonato de Escocia de Rugby (Scotland Division 1) de 1994-95 fue la vigésimo segunda edición del principal torneo de rugby de Escocia.

## Sistema de disputa
El torneo se disputó en formato de todos contra todos en la que cada equipo enfrentó a cada uno de sus rivales.
El equipo que al finalizar el torneo obtuviera mayor cantidad de puntos, se coronó como campeón del torneo, mientras que los seis últimos descendieron directamente a la División 2. 
Puntuación
Para ordenar a los equipos en la tabla de posiciones se los puntuará según los resultados obtenidos.
- 2 puntos por victoria.
- 1 puntos por empate.
- 0 puntos por derrota.

## Clasificación
| Pos. | Equipo                  | Encuentros | Encuentros | Encuentros | Encuentros | Tantos | Tantos | Tantos | Puntos |
| Pos. | Equipo                  | PJ         | PG         | PE         | PP         | F      | C      | Dif    | Puntos |
| ---- | ----------------------- | ---------- | ---------- | ---------- | ---------- | ------ | ------ | ------ | ------ |
| 1.º  | Stirling County RFC     | 13         | 11         | 1          | 1          | 234    | 162    | +72    | 23     |
| 2.º  | Watsonians              | 13         | 9          | 0          | 4          | 296    | 212    | +84    | 18     |
| 3.º  | Edinburgh Accies        | 13         | 7          | 2          | 4          | 214    | 141    | +73    | 16     |
| 4.º  | Hawick RFC              | 13         | 7          | 2          | 4          | 215    | 199    | +16    | 16     |
| 5.º  | Boroughmuir RFC         | 13         | 7          | 1          | 5          | 325    | 226    | +99    | 15     |
| 6.º  | Heriot's FP             | 13         | 7          | 1          | 5          | 199    | 195    | +4     | 15     |
| 7.º  | Gala RFC                | 13         | 7          | 1          | 5          | 226    | 245    | -19    | 15     |
| 8.º  | Melrose RFC             | 13         | 7          | 0          | 6          | 308    | 261    | +47    | 14     |
| 9.º  | Glasgow High Kelvinside | 13         | 6          | 1          | 6          | 228    | 183    | +45    | 13     |
| 10.º | Jed-Forest              | 13         | 6          | 0          | 7          | 221    | 256    | -35    | 12     |
| 11.º | West of Scotland        | 13         | 5          | 0          | 8          | 166    | 233    | -67    | 10     |
| 12.º | Dundee HSFP             | 13         | 3          | 1          | 9          | 200    | 264    | -64    | 7      |
| 13.º | Currie RFC              | 13         | 3          | 0          | 10         | 188    | 280    | -92    | 6      |
| 14.º | Stewart's Melville      | 13         | 1          | 0          | 12         | 158    | 321    | -163   | 2      |

|  | Campeón.                    |
|  | Descendido a la División 2. |

| Bandera de Escocia          |
| Campeón Stirling County RFC |
| Primer título               |